# Сербув
Сербув (пол. Serbów) — село в Польщі, у гміні Жепін Слубицького повіту Любуського воєводства.
Населення — 258 осіб (2011).
У 1975-1998 роках село належало до Гожовського воєводства.

## Демографія
Демографічна структура станом на 31 березня 2011 року:
|          | Загалом | Допрацездатний вік | Працездатний вік | Постпрацездатний вік |
| -------- | ------- | ------------------ | ---------------- | -------------------- |
| Чоловіки | 127     | 27                 | 95               | 5                    |
| Жінки    | 131     | 31                 | 69               | 31                   |
| Разом    | 258     | 58                 | 164              | 36                   |